# ディズニー・リズム・オブ・ワールド
『ディズニー・リズム・オブ・ワールド』(Disney's Rhythms of the World)は2004年2月1日〜4月11日、2005年2月1日〜5月9日、2006年2月1日〜4月4日に、東京ディズニーシーで開催されたスペシャルイベントである。開催された年により、『ディズニー・リズム・オブ・ワールド』(2004年)、『ディズニー・リズム・オブ・ワールド2005』(2005年)、『ディズニー・リズム・オブ・ワールド・ファイナル』(2006年)と名称は異なる。それぞれの違いについては下記参照。

## 内容
世界のリズムがウォーターフロントパークに集結! 様々な伝統や文化を持つ人々がウォーターフロントパークに集まり、ニューヨーク、ヨーロッパ、アジア、中央アメリカ、アフリカに分かれてそれぞれ個性あるダンスを披露。そして最後にはゲストもダンスに参加し、ショーはクライマックスへ。
ウォーターフロントパークを4つのエリアに区切り、ヨーロッパ（紫・ドナルドダック）、アジア（赤・チップとデール）、中央アメリカ（緑・プルート）、アフリカ（黄・グーフィー）のそれぞれのリズムが競い合い融合していく。

## 概要

### ディズニー・リズム・オブ・ワールド
『ディズニー・リズム・オブ・ワールド』(Disney's Rhythms of the World)は2004年2月1日〜2004年5月4日に開催された最初の『ディズニー・リズム・オブ・ワールド』。
流れは次の通り。
1. オープニング
2. ニューヨークセクション
3. セレモニー
4. ヨーロッパセクション
5. アジアセクション
6. 中央アメリカセクション
7. アフリカセクション
8. オーディエンスダンスタイム
9. エンディング→チェイサー

- オープニングのナレーションは成田剣、イベント中のMCの担当は石原慎一。
- 2月12日のスペシャルファンパーティの際には、東京ディズニーシー2ndアニバーサリー「ミッキーのファンタスティックキャラバン」の使用曲である「Come Set Sail」を終盤に使用する特別版が開催された。

### ディズニー・リズム・オブ・ワールド2005
『ディズニー・リズム・オブ・ワールド2005』(Disney's Rhythms of the World 2005)は2005年2月1日〜5月9日に開催された。基本的な構成は2004年版と同じだが、中央アメリカの音楽が『セレソ・ローサ (Cerezo Rosa)』からオリジナルのものに変更になった。そのほかの変更点は以下の通り。
- セレモニーで、アフリカセクションのみのコーラスが各エリアの女性ダンサーのコーラスメドレーに変わった。
- アフリカセクションの後に各セクションの短いメドレーが挿入された。
- エンディングの際にステージからコンフェクションが飛び出す。
- エンディングでミッキーマウスが乗るクレーンが前に迫り出すものから上に延びるものに変更された。

### ディズニー・リズム・オブ・ワールド・ファイナル
『ディズニー・リズム・オブ・ワールド・ファイナル』(Disney's Rhythms of the World FINAL)は2006年2月1日〜4月4日に開催された。タイトルにもあるように、3年続いたイベントも今回で最後となる。それに従い、オープニングとエンディングの曲が『ニューヨーク・シティ・ビート』からオープニングは『リズム・オブ・ワールド』に、エンディングは『リズム・オブ・ワールド・ファイナル』に変更となった。また、そのほかの変更点は次の通り。
- メインステージのロゴが"NEW YORK"から"THE RHYTHMS OF THE WORLD"に変更された。
- ステージが全体的に多少低くなった。
- オープニングのナレーションがMCを担当していた石原慎一に変更された。
- オープニングのナレーションの内容が変更された。
- エンディングにせり上がる和太鼓追加。

東京ディズニーシー・クラブナイト"ベイサイド・ビート"（2006年1月25日〜2006年1月27日）の期間に、先行特別開催が行われている。
最終日の最終回開始前にはキャストによるアドリブのダンスレクチャーがあり、開始前から会場全体が異様な盛り上がりの中参加ダンスを踊った。
最終回前にはキャストのアドリブで会場を盛り上げるアナウンスが流れ、大いに盛り上がった。

## すべての年に共通する特徴
- ショー中のバンド演奏はすべて生音。
- 毎回開始15分前になると清掃作業員の衣装を着た3人組が金属製チリ取りやトラッシュ缶を叩くドラムバンド「ジャミターズ」によるプレショーが行われる。

## アクシデント
2005年のとある回で、エンディングのクレーンがミッキーマウスを乗せたまま降りなくなるというアクシデントが発生した。だが、ミッキーマウスは戸惑うことなく、救助されるまで観客に手を振るなどして対応した。その後ミッキーマウスは無事救助された。

## 使用楽曲
| シーン                     | 2004年                                            | 2005年                                            | 2006年                                           |
| -------------------------- | ------------------------------------------------- | ------------------------------------------------- | ------------------------------------------------ |
| オープニング               | ニューヨーク・シティ・ビート (New York City Beat) | ニューヨーク・シティ・ビート (New York City Beat) | リズム・オブ・ワールド (Rhythms of the World)    |
| ニューヨークセクション     | ニューヨーク (New York)                           | ニューヨーク (New York)                           | ニューヨーク (New York)                          |
| セレモニー                 | キャラクター・ファンファーレ (Character Fanfare)  | キャラクター・ファンファーレ (Character Fanfare)  | キャラクター・ファンファーレ (Character Fanfare) |
| セレモニー                 | セレモニー (Ceremony)                             |                                                   |                                                  |
| ヨーロッパセクション       | ヨーロッパ (Europe)                               | ヨーロッパ (Europe)                               | ヨーロッパ (Europe)                              |
| アジアセクション           | アジア (Asia)                                     | アジア (Asia)                                     | アジア (Asia)                                    |
| 中央アメリカセクション     | セレソ・ローサ (Cerezo Rosa)                      | セントラル・アメリカ (Central America)            | セントラル・アメリカ (Central America)           |
| オーディエンスダンスタイム | オーディエンス・ダンス (Audience Dance)           | オーディエンス・ダンス (Audience Dance)           | オーディエンス・ダンス (Audience Dance)          |
| エンディング               | ニューヨーク・シティ・ビート (New York City Beat) | ニューヨーク・シティ・ビート (New York City Beat) | リズム・オブ・ワールド (Rhythms of the World)    |
| チェイサー                 | ニューヨーク・シティ・ビート (New York City Beat) | ニューヨーク・シティ・ビート (New York City Beat) | リズム・オブ・ワールド (Rhythms of the World)    |

## その他
- このショーは、ウォーターフロントパークで行われる他のショーと同じく、ホレイショースクエア前に一度並び、その後、ブロードウェイ・ミュージックシアター側へ移動。そしてショー開始1時間半前になり次第、ウォーターフロントパークに入場開始となる。入場する際は、最初の数十組のグループのみ一組ずつ入場させ、それが済み次第、残りの客を入場させる。これは、最初から一度にたくさんの客を入れてしまうと、席の取り合いや揉め事などの事件事故が起こってしまうための措置である。
- 当初は冬の閑散期を埋めるための穴埋め的な予定だったものが大人気のため3年連続のイベントとなったといわれている。
- 2007年7月16日から9月30日にかけて行われているファンダフル・ディズニーの会員向けショー「ファンダフル・ディズニー メンバー限定パーティー」の中でリズム・オブ・ワールドの一部（アフリカとヨーロッパのパートとゲスト参加ダンス部分）が復活し、チップ＆デールを除く、ミッキーマウス、ミニーマウス、ドナルドダック、グーフィーがリズム・オブ・ワールドの衣装で登場した。
- ニューイヤーズ・イヴ・セレブレーション 2011において、ウォーターフロントパーク内特設ステージで、ディズニー・リズム・オブ・ワールドをアレンジしたものが、カウントダウンの特別ショーとして開催された。